# Alarm in de atoomcentrale
Alarm in de atoomcentrale (Engels: Nerves) is een sciencefictionroman uit 1956 van de Amerikaanse schrijver Lester del Rey. Deze vertaling werd in 1967 uitgegeven bij de uitgeverij Het Spectrum in hun Prisma Pocketsreeks onder nummer 1244 tegen een kostprijs van 1,90 gulden. In 1969 volgde een tweede druk. 

## Verhaal
Het verhaal gaat over de kerncentrale van Kimberly, een plaatsje nabij St. Louis County. Ze is al in opspraak geweest vanwege een incident, dat eigenlijk nauwelijks schade opleverde. In een onderzoek naar het wonderisotoop R dat zou kunnen leiden naar het barstensvol energie zittende Mahlerisotoop gaat het mis in een van de zes centrales. In eerste instantie zag het er niet naar uit dat het mis kon gaan, zodat al het reservepersoneel naar huis werd gestuurd. Als het dan toch misgaat moet al het personeel alsnog opgetrommeld worden. Er wordt vervolgens geprobeerd deze ramp in de doofpot te stoppen, uit vrees dat alle kerncentrales in de Verenigde Staten worden verbannen naar onbewoonde gebieden. In de roman zijn wondermiddelen beschikbaar om stralingseffecten tegen te gaan etc. Het verhaal wordt verteld uit het oogpunt van de medicus Doc Ferrel, die moet zien te redden wat er te redden valt.